# Onlineprinters
Die Onlineprinters GmbH (als Druckerei Meyer GmbH gegründet) ist eine Online-Druckerei mit Sitz in Fürth und auf die Herstellung und den Vertrieb von Drucksachen spezialisiert. Das Unternehmen gilt als eine der größten Onlinedruckereien Europas. Bis Juli 2020 war das Unternehmen in Deutschland als diedruckerei.de bekannt.
Die Onlineprinters GmbH hat Produktionsstandorte in Neustadt an der Aisch (Stammhaus), Waldbüttelbrunn, Southend-on-Sea (UK), Aarhus (Dänemark), Stettin (Polen) und Madrid (Spanien). Das Unternehmen tritt international unter dem Markennamen Onlineprinters auf und vertreibt Drucksachen über 14 Ländershops an Kunden in Europa.

## Geschichte
Das Unternehmen hat sich aus der Druckerei und Verlag E. Meyer GmbH, einer inhabergeführten Druckerei mit klassischem Geschäftsmodell, entwickelt, die 1984 vom Schriftsetzer Erwin Meyer in Neustadt an der Aisch gegründet wurde. Sohn und damaliger Geschäftsführer Walter Meyer, gelernter Offsetdrucker, entschied sich für den Onlinevertrieb der Druckprodukte und startete zu diesem Zweck im Jahr 2004 einen Webshop unter dem Namen diedruckerei.de. Unter dieser Marke wurden Drucksachen bis zum Juli 2020 in Deutschland vertrieben, danach unter der Dachmarke Onlineprinters.
Im Jahr 2019 erfolgte die Umfirmierung von Druckerei und Verlag E. Meyer GmbH in Onlineprinters Produktions GmbH mit Standort Neustadt an der Aisch.
Im Jahr 2017 kaufte Onlineprinters den britischen Online-Drucker Solopress mit Sitz in Southend-on-Sea. Ebenfalls seit 2017 gehört der skandinavische Online-Druck-Marktführer LaserTryk zur Unternehmensgruppe. Im Jahr 2020 erfolgte der Kauf der Weiterverarbeitungsfirma RIB Industrie-Buchbinderei GmbH mit Sitz in Waldbüttelbrunn. Im gleichen Jahr wurde die spanische Druckerei Copysell mit Sitz in Madrid gekauft. Seit Juli 2021 ist Onlineprinters auf dem spanischen Markt unter der Marke Onlineprinters España aktiv.

## Sponsoring
Die Onlineprinters GmbH ist unter der deutschen Marke diedruckerei.de durch TV-Werbung im Sportumfeld (Fußball, Boxen, Wok-WM, TV total Turmspringen) einer breiteren Öffentlichkeit bekannt geworden. Das Unternehmen ist Namensgeber der Basketball-Mannschaft des TTV Neustadt a.d. Aisch, die in der Regionalliga Süd spielt, und seit 2020 unter dem Namen Onlineprinters Neustadt/A. auftritt.

## Produkte
Das Sortiment der Onlineshops umfasst ca. 5.000 Produkte. Es beinhaltet Broschüren, Plakate, Briefpapier, Kalender, Einladungskarten, Visitenkarten, Blöcke, Mappen sowie Produkte aus dem Bereich Großflächenfertigung (Large Format Printing). Auch Werbeartikel und Textilien wurden in die Shops aufgenommen.
Das Unternehmen fertigt auf eigenen Produktionsanlagen und hat seit 2020 etwa 10 Millionen Euro in den Maschinenpark investiert. Zu den Anlagen gehören Bogenoffset-Druckmaschinen der Marke Heidelberg Speedmaster (Format 3B), Digitaldruck-Maschinen der Marke HP Indigo, High Speed Inkjet-Maschinen (Rollen-Digitaldruck) der Marke HP sowie eigene Weiterverarbeitungsanlagen der Marken Horizon, Polar, C.P. Bourg und Durst.
Die Druckprodukte werden im industriellen Produktionsverfahren mit hohem Automatisierungsgrad erstellt. Es kommt das so genannte Sammeldruckverfahren zum Einsatz.